# Крајпуташ на раскрсници у Љутовници
 Крајпуташ на раскрсници у Љутовници (Општина Горњи Милановац) подигнут је у знак сећања на тројицу браће Миљковића: Драгутина, Лазара и Стојадина, пострадалих у Првом светском рату. Налази се на раскршћу пута према Шилопају, у близини љутовничке цркве брвнаре.

## Историјат
На овом месту сахрањен Драгутин Миљковић из Љутовнице, рођен 1887. године, који је погинуо као редов у Церској бици 1914. Споменик је подигао отац Светозар 1929. године.
Споменик уједно представља и надгробник и крајпуташ јер су  иписана и имена Драгутинове браће Лазара (1889–1915) и Стојадина (1896–1916) који су животе изгубили у борбама на Косову, „где им кости остадоше вечно”.

## Опис споменика
Крајпуташ је у облику профилисане плоче која се завршава једнокраким крстом. Исклесан је од сивог пешчара, димензија 105х40х12 cm.
Са предње стране и на полеђини споменика је тешко читљив текст епитафа. Редови су клесани укосо, пратећи форму декоративно уоквиреног поља.
Споменик је у релативно лошем стању. Предња страна је напукла и склона паду. Гробно место уоквирено је ниским металним стубићима са ланцима обојеним у црвено. Крајем 1980-их споменик је био префарбан у бојама „српске тробојке”.